# Danilo Fernández
Danilo Fernández (ur. 29 kwietnia 1994) − ekwadorski bokser kategorii muszej.

## Kariera amatorska
W listopadzie 2013 roku zdobył brązowy medal na igrzyskach boliwaryjskich w Chiclayo. W półfinale kategorii piórkowej przegrał wyraźnie na punkty z Eduardem Bermúdezem. W październiku 2014 roku został finalistą w pucharze Pacyfiku. W finale kategorii muszej przegrał z Gerardo Valdezem.